# La Redòrta
La Redòrta (en francès La Redorte) és un municipi de França de la regió d'Occitània, al departament de l'Aude.